# Butanon
Butanon (tudi metiletil keton ali MEK) je organska spojina s formulo CH3C (O) CH2CH3. Ta brezbarvna tekočina (keton) je ostrega in sladkega vonja. Je industrijsko proizveden v velikem obsegu, in se pojavlja tudi v naravi.

## Lastnosti
Uporablja se kot snov za ekstrakcijo, organska sintezo, topilo za naravne in sintetične smole, surovina za tiskarske barve in dodatke za tiskarske barve, surovina za fotokemikalije, surovina za sredstva za zaščito proti zajedavcem. V industriji letno po svetu proizvedejo 700.000.000 kg butanona. V ozračje pa betanon izpuščamo tudi z izpuhov avtomobilov, tovoranjkov itd.
Butanon proizvaja tudi narava sama. V majhnih količinah ga lahko najdemo v drevesih in v nekaterem sadju, ter zelenjavi. Nahaja pa se tudi v izpušnih plinih avtomobilov in tovornjakov.
Snov doseže vrelišče pri 75-85 °C, tališče pri -86.5 °C in plamenišče -4 °C do -9 °C.

### Nevarne lastnosti
Butanon rahlo draži dihala in oči. Ponavljajoča izpostavljenost lahko povzroči nastanek suhe ali razpokane kože. Hlapi lahko povzročijo zaspanost ali omotico. Butanon lahko povzroči dolgotrajne posledice pri zaužitju.
Simptomi izpostavljenosti pri vdihavanju so: 
- pekoč občutek v nosni votlini in težave pri dihanju, ter glavobol.
- stiku s kožo: suha razpokana koža.
- stiku z očmi: draženje, pordečitev.
- zaužitju: slabost.

Kemikalija butanon ni razvrščena kot okolju nevarna po EC kriterijih. Butanon je rahlo vnetljiv.

### Toksikološki podatki
Akutna toksičnost
- pri vdihavanju: LC50 > 20 mg/l
- pri stiku s kožo: LD50 > 2000 mg/kg
- pri zaužitju: LD50 > 2600 - 5400 mg/kg
- pri dermalno (zajci): LD50 > 6400-8000 mg/l

Rahlo draži kožo, ter oči.

## Ekotoksikološki podatki
Butanon se raztaplja v vodi, iz katere izpareva. Večje količine lahko penetrirajo v zemljo in onesnažijo pitno vodo. Je hitro razgradljiv in hitro oksidira s fotokemično reakcijo v zraku. Butanon se ne bioakumulira.
Strupenost
- ribe: LC/EC/IC50 > 1000 mg/l
- nevretenčarji: LC/EC/IC50 > 100 mg/l
- alge: LC/EC/IC50 > 1000 mg/l
- bakterije: LC/EC/IC50 > 1000 mg/l